# Gary Varsho
Gary Andrew Varsho, né le 20 juin 1961 à Marshfield (Wisconsin) aux États-Unis, est un ancien joueur américain de baseball qui évolua en Ligue majeure de baseball de 1988 à 1995. Devenu instructeur après sa carrière de joueur, il assure une intérim de deux matches (1 victoire et 1 défaite) au poste de manager des Phillies de Philadelphie en 2004.
Il est instructeur chez les Pirates de Pittsburgh depuis le 20 novembre 2007.

## Biographie

### Carrière de joueur
Étudiant à, Gary Varsho est drafté le 7 juin 1982 par les Cubs de Chicago au cinquième tour de sélection. Il débute en Ligue majeure le 6 juillet 1988.
Il est échangé le 29 mars 1991 aux Pirates de Pittsburgh contre Steve Carter. Il passe chez les Reds de Cincinnati le 25 novembre 1992 avant de devenir agent libre à la fin de la saison 1993. Il signe alors avec les Pirates de Pittsburgh le 5 janvier 1994. De nouveau agent libre à la fin de la saison 1994, il signe pour une saison chez les Phillies de Philadelphie.

### Carrière d'entraîneur
Devenu entraîneur après sa carrière de joueur, il passe cinq saisons en Ligues mineures comme manager au sein de l'organisation des Phillies de Philadelphie. Il devient ensuite instructeur en Ligue majeure et assure une intérim de deux matches (1 victoire et 1 défaite) au poste de manager des Phillies de Philadelphie en 2004 après le congédiement de Larry Bowa.
Il est instructeur chez les Pirates de Pittsburgh depuis le 20 novembre 2007.